# Пічугіна Парасковія Микитівна
Парасковія Микитівна Пічугіна (23 серпня 1903, село Половське Спаського повіту Рязанської губернії, тепер Російська Федерація — 19 травня 1977, місто Москва, Російська Федерація) — радянська господарська і політична діячка, новатор виробництва, голова Таганського райвиконкому міста Москви. Депутат Верховної Ради СРСР 1-го скликання.

## Біографія
Народилася в бідній селянській родині Микити Макушина. У 1907 році разом із батьками переїхала до Санкт-Петербурга. З дитячих років працювала прислугою. У 1914 році разом із матір'ю переїхала до рідного села Половського Спаського повіту Рязанської губернії. У селі працювала в господарстві батьків і свекра, наймалася чорноробом на будівництво залізниці.
У 1925 році вибрана жіночою делегатком села Половського. З 1926 по 1929 рік працювала членом Половської сільської ради Спаського району.
У 1929 році переїхала з двома дітьми у Москву до свого чоловіка Сергія Пічугіна. Спершу займалася домашнім господарством, була  головою «паливної трійки» будинку. З 1930 року працювала чорноробом на будівництві московського заводу «Шарикопідшипник».
Потім закінчила чотиримісячні курси складання підшипників, працювала на будівництві і обладнанні нового заводу, а з березня 1932 року стала робітницею складального цеху Першого державного шарикопідшипникового заводу імені Лазаря Мойсейовича Кагановича у Москві.
Член ВКП(б) з 1932.
З 1933 року — бригадир, майстер шарикової групи складального цеху Першого державного шарикопідшипникового заводу імені Кагановича. Була кращою ударницею заводу, систематично перевиконувала промфінплан, неодноразово отримувала премії за мобілізацію робітників своєї групи на дострокове виконання плану.
З 1934 року вибиралася депутатом Московської міської ради.
У вересні 1937 — 26 квітня 1939 року — голова виконавчого комітету Таганської районної ради міста Москви.
Потім — на пенсії у Москві. Померла після довгої важкої хвороби, похована на Хімкинському цвинтарі Москви.

## Нагороди
- орден Трудового Червоного Прапора (27.12.1933)
- орден Червоної Зірки
- медаль